# Walk on the Wild Side
Walk on the Wild Side ist ein Lied des US-amerikanischen Musikers Lou Reed, das im November 1972 erschien. Dieses erzählt von fünf New Yorker Homosexuellen und Transvestiten aus dem Umkreis von Andy Warhols Factory.

## Entstehung und Veröffentlichung
Geschrieben wurde das Lied vom Interpreten selbst. Für die Produktion zeichneten die beiden britischen Musiker David Bowie und Mick Ronson verantwortlich.
Die Erstveröffentlichung von Walk on the Wild Side erfolgte am 8. November 1972 bei RCA Records, als Teil von Reeds zweiten Studioalbum Transformer (Katalognummer: RCA Victor LSP-4807). Am 24. November 1972 erschien das Lied als Singleauskopplung aus dem Album. Diese erschien zunächst als 7″-Single mit der B-Seite Perfect Day (Katalognummer: RCA 2303). Im Folgejahr erschien eine Singleausführung mit der B-Seite Vicious (Katalognummer: RCA Victor 74-16 284) sowie mit einer Liveversion im Jahr 1975 in Japan (Katalognummer: SS-2458). 1983 erschien in Frankreich eine EP, die neben dem Titelgeber die Titel Don’t Talk to Me About Work, Sweet Jane und Vicious beinhaltet (Katalognummer: PB 61202).

## Komposition
Der Song ist sparsam instrumentiert mit akustischen Gitarren (gespielt von Reed), E-Bass und Kontrabass (Herbie Flowers) und Schlagzeug (John Halsey). An zwei Stellen kommt ein Chor von Backgroundsängerinnen dazu, den „Thunderthighs“. Im Outro gibt es ein Saxophonsolo von Ronnie Ross. Der Song endet in einem Fadeout.
Walk on the Wild Side basiert auf einem Schema mit nur vier Akkorden: Zumeist wechseln sich C-Dur und F-Dur-Sextakkord ab, wozu der Bass Glissandi zwischen den Noten g und a spielt. Weitere Akkorde sind D-Dur und F-Dur. Alles ist sehr laid back gespielt, auch der Sprechgesang, mit dem Reed die fünf Strophen vorträgt, ist entspannt. Dadurch entsteht musikalisch eine kühle, gleichzeitig aber laszive, erotisch stark aufgeladene Atmosphäre.

## Text
Ausgangspunkt für den Song war Nelson Algrens Roman A Walk on the Wild Side (deutsch: Wildnis des Lebens) von 1956. Reed schlug die Bitte, daraus ein Musical zu machen, ab: „Machen Sie Witze? Ich soll derjenige sein, der sich am besten dazu eignet, ein Musical über Krüppel zu schreiben?“ Immerhin schrieb er ein Lied, in dem er, als das große Projekt abgesagt wurde, die Romanfiguren durch Personen ersetzte, die er aus Andy Warhols Factory kannte.
Dabei widmet sich jede der fünf Strophen je einem Protagonisten der so genannten Warhol Superstars: New Yorker Transvestiten und Homosexuelle der 1960er und frühen 1970er Jahre: Holly Woodlawn, Candy Darling, Joe Dallesandro, Jackie Curtis und Joe Campbell (im Song unter seinem Bühnennamen Sugar Plum Fairy, der englischen Entsprechung für die „Zuckerfee“ aus Tschaikowskis Nussknacker – bei Diederichsen fast wörtlich mit „Zuckerpflaumentunte“ übersetzt).
Von Holly wird berichtet, wie er sich auf der Reise von Miami nach New York als Frau verkleidet; Candy, bekannt aus dem Song Candy Says, den Reed für Velvet Underground schrieb, vollführt Fellationes in einem Hinterzimmer; Little Joe wird als der fleißige Stricher geschildert, den er 1968 in Paul Morrisseys Film Flesh gespielt hatte; die „Zuckerfee“ feiert Erfolge im Apollo Theater des afroamerikanischen New Yorker Viertels Harlem; Jackie schließlich kollabiert im Amphetaminrausch, was Reed lakonisch kommentiert: „Valium would have helped that bash“ – „Mit Valium wär das nicht passiert“. Am Ende jeder Strophe erfolgt der Refrain mit der Aufforderung: „Take a walk on the wild side“ – „Mach mal einen Spaziergang auf der wilden Seite“. Trotz des anstößigen Textes wurde das Lied häufig im Radio gespielt. In den Vereinigten Staaten veröffentlichte RCA eine bearbeitete Version des Songs, die den Bezug auf Oralsex eliminierte.

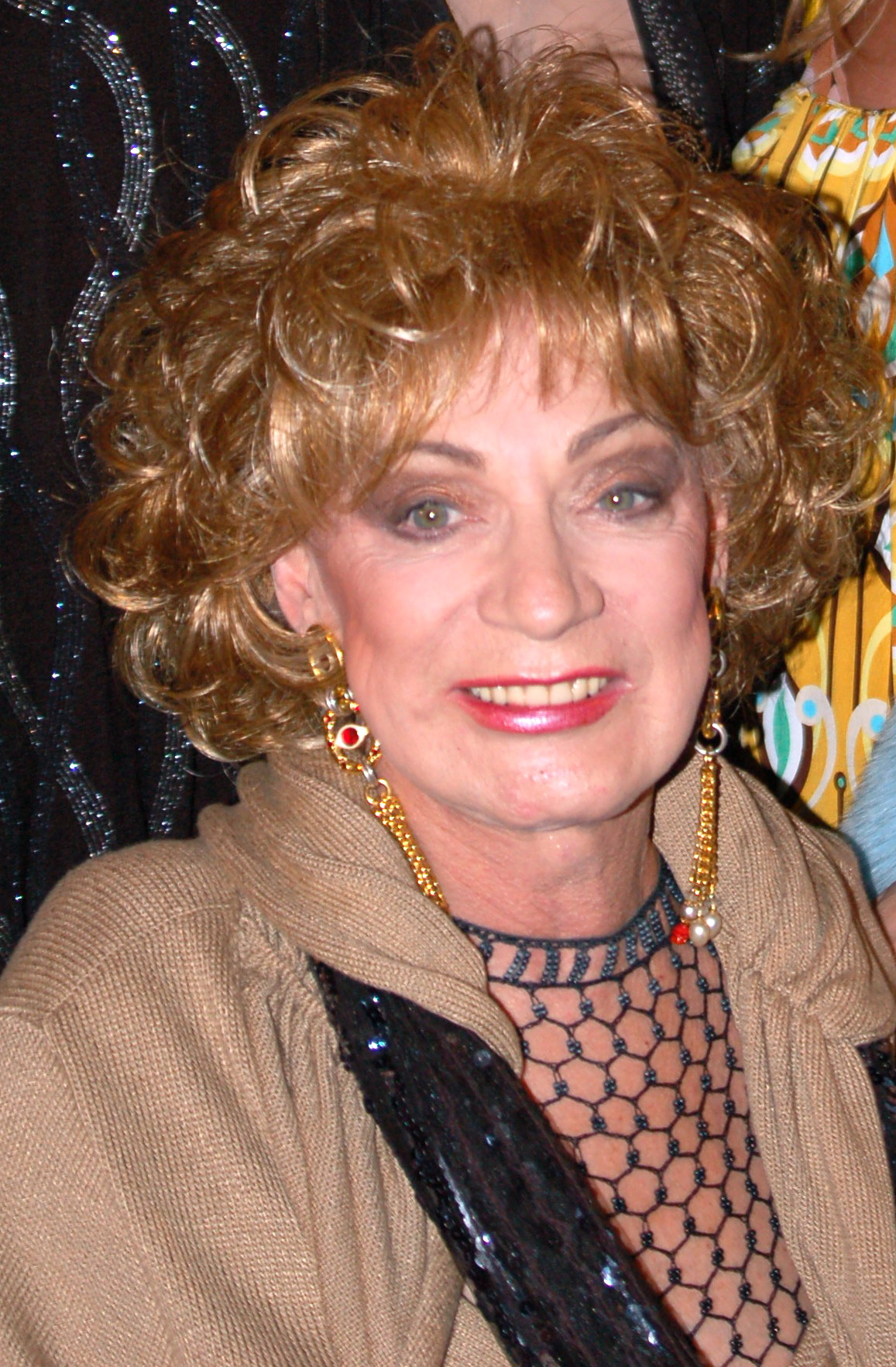
Holly Woodlawn
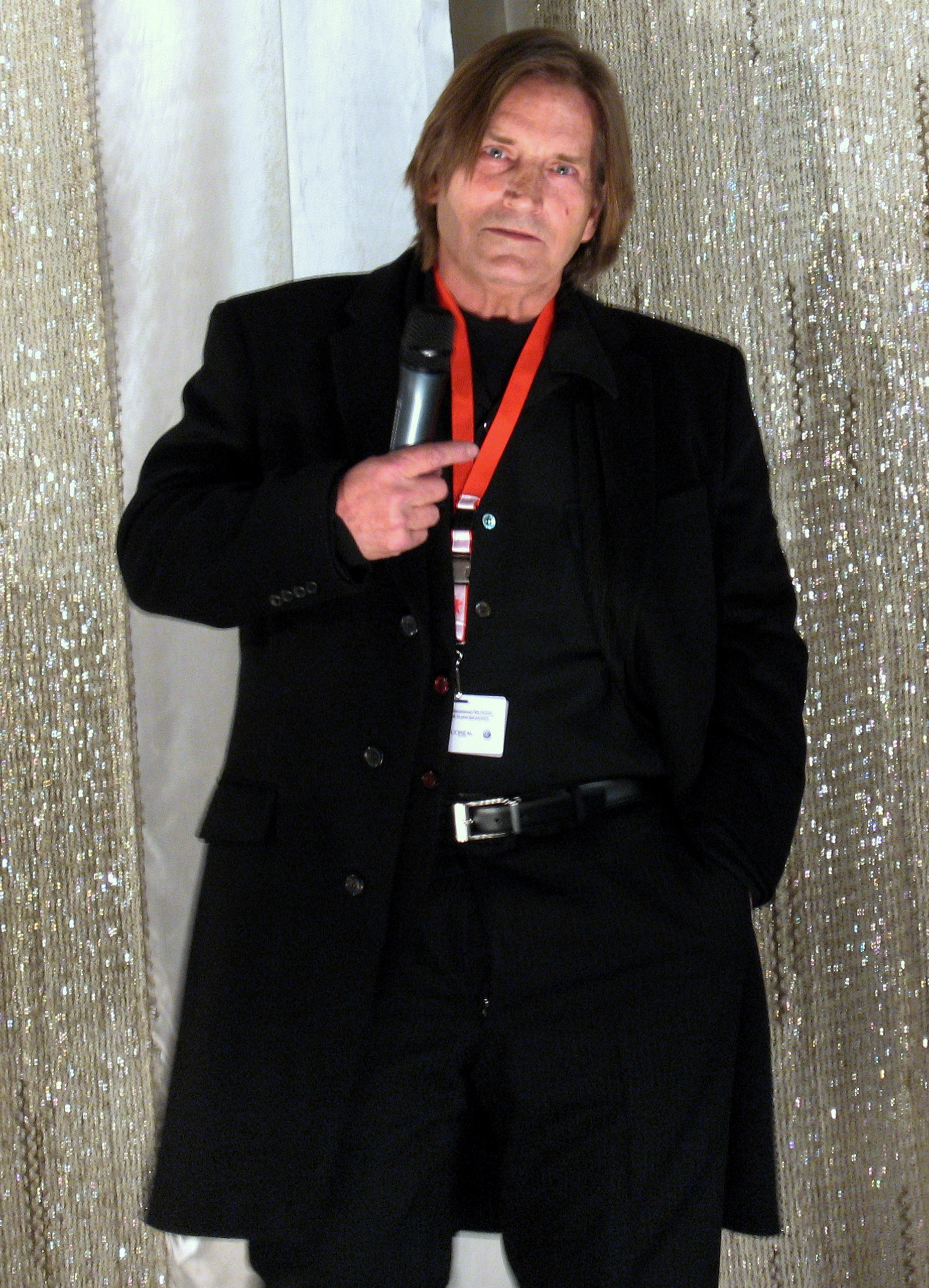
Joe Dallesandro

## Liveaufführungen
Reed spielte Walk on the Wild Side auf vielen seiner Tourneen, weshalb es auch auf vier seiner Livealben vertreten ist. So auf Live von 1975 (aufgenommen 1973), auf Live: Take No Prisoners von 1978 in einer mehr als sechzehnminütigen Version, auf Live in Italy von 1984 und auf American Poet von 2001 (aufgenommen 1972).

## Rezeption
Auf der Liste der 500 besten Songs aller Zeiten, die 2004 vom US-amerikanischen Rolling Stone veröffentlicht wurde, wird Walk on the Wild Side auf Platz 223 geführt. Das Lied wurde in zahlreichen Filmen als Filmmusik verwendet, etwa in Der Unglücksritter, Georgia und Guess Who – Meine Tochter kriegst du nicht!. Der Titel des Films Wild Side, ein von Sébastien Lifshitz im Jahr 2004 gedrehtes Drama über eine transsexuelle Prostituierte, leitet sich von Reeds Song ab.

## Kommerzieller Erfolg

### Chartplatzierungen
Walk on the Wild Side avancierte zum Top-10-Erfolg im Vereinigten Königreich. Die Single war zum Veröffentlichungszeitpunkt über lange Jahre der einzige Charthit für Reed, weswegen er als One-Hit-Wonder geführt wurde. Nach Reeds Tod am 27. Oktober 2013 kam es erneut durch Downloads in die Charts, dabei erreichte es unter anderem im deutschsprachigen Raum zum ersten Mal die Charts. In Deutschland wurde es zum einzigen Charthit Reeds.
| ChartsChartplatzierungen       | Höchstplatzierung | Wochen |
| ------------------------------ | ----------------- | ------ |
| Deutschland (GfK)              | 67 (1 Wo.)        | 1      |
| Österreich (Ö3)                | 57 (1 Wo.)        | 1      |
| Schweiz (IFPI)                 | 39 (2 Wo.)        | 2      |
| Vereinigte Staaten (Billboard) | 16 (14 Wo.)       | 14     |
| Vereinigtes Königreich (OCC)   | 10 (10 Wo.)       | 10     |

### Auszeichnungen für Musikverkäufe
| Land/Region                  | Auszeichnungen für Musikverkäufe (Land/Region, Auszeichnung, Verkäufe) | Verkäufe |
| ---------------------------- | ---------------------------------------------------------------------- | -------- |
| Dänemark (IFPI)              | Gold                                                                   | 45.000   |
| Italien (FIMI)               | Platin                                                                 | 50.000   |
| Neuseeland (RMNZ)            | 2× Platin                                                              | 60.000   |
| Spanien (Promusicae)         | Platin                                                                 | 60.000   |
| Vereinigtes Königreich (BPI) | Platin                                                                 | 600.000  |
| Insgesamt                    | 1× Gold · 5× Platin ·                                                  | 815.000  |

## Coverversionen und Adaptionen
Die US-amerikanische Hip-Hop-Formation A Tribe Called Quest nutzte die Melodie des Liedes in ihrem ersten Hit Can I Kick It? aus dem Jahr 1990.
Walk on the Wild Side wurde vielfach von anderen Künstlern gecovert, darunter Robbie Williams, Rolf Harris, Zeltinger Band, Vanessa Paradis und Züri West. Die deutsche Schauspielerin Gerty Molzen nahm den Song 1984 im Alter von 78 Jahren auf und erlangte dadurch eine Bekanntheit als „Rock-Oma“. Sie trat damit in der Late Night with David Letterman in den Vereinigten Staaten und in Gay Byrne’s Late Late Show in Irland auf. Von Herrn Stumpfes Zieh & Zupf Kapelle gibt es eine Parodie mit dem Titel Hond weg. Die Rockband Extrabreit veröffentlichte 1980 auf ihrem Debütalbum Ihre größten Erfolge eine überarbeitete, eingedeutschte Version unter dem Titel Junge, wir können so heiß sein. Eine weitere deutschsprachige Version mit dem Titel „Schicksal“ wurde von Jan Fedder eingespielt.